# 157534 Siauliai
157534 Siauliai este un asteroid din centura principală de asteroizi.

## Descriere
157534 Siauliai este un asteroid din centura principală de asteroizi. A fost descoperit pe 8 octombrie 2005 la Moletai de Kazimieras Černis și Justas Zdanavičius. Asteroidul prezintă o orbită caracterizată de o semiaxă mare de 2,32 ua, o excentricitate de 0,06 și o înclinație de 6,5° în raport cu ecliptica.